# Velký Korab
Velký Korab (makedonsky Голем Кораб, albánsky Mali i Korabit) je se svou nadmořskou výškou 2764 metrů nejvyšší vrchol pohoří Korab. Leží na albánsko-severomakedonské státní hranici a je nejvyšší horou obou zemí.

## Přístup
Výstup na vrchol je možný ze severomakedonské i albánské strany. Dříve se však musela vyřizovat složitá byrokratická procedura. Dnes tyto nepříjemnosti odpadly a výstup na vrchol je třeba jen hlásit na policejní stanici státu, ze kterého vystoupíme.
Oblíbený je výstup ze severomakedonské strany s horským klubem PSD „Korab“ - Skopje, který zde každoročně v září organizuje mezinárodní výstup na vrchol. Východiskem je obec Pobeda, odkud je to na vrchol vzdušnou čarou asi 6 km západním směrem. Značená trasa mezinárodního výstupu je dlouhá včetně zpáteční cesty asi 22 km.
Z albánské strany je nejvýhodnějším východiskem obec Radomirë, odkud je vrchol také asi 6 km vzdušnou čarou, ale jihovýchodním směrem.
Největšími průkopníky v tomto pohoří jsou Češi, kteří objevují stále více balkánských pohoří[zdroj?]. Korab je jednou z posledních divočin tohoto poloostrova.

## Galerie

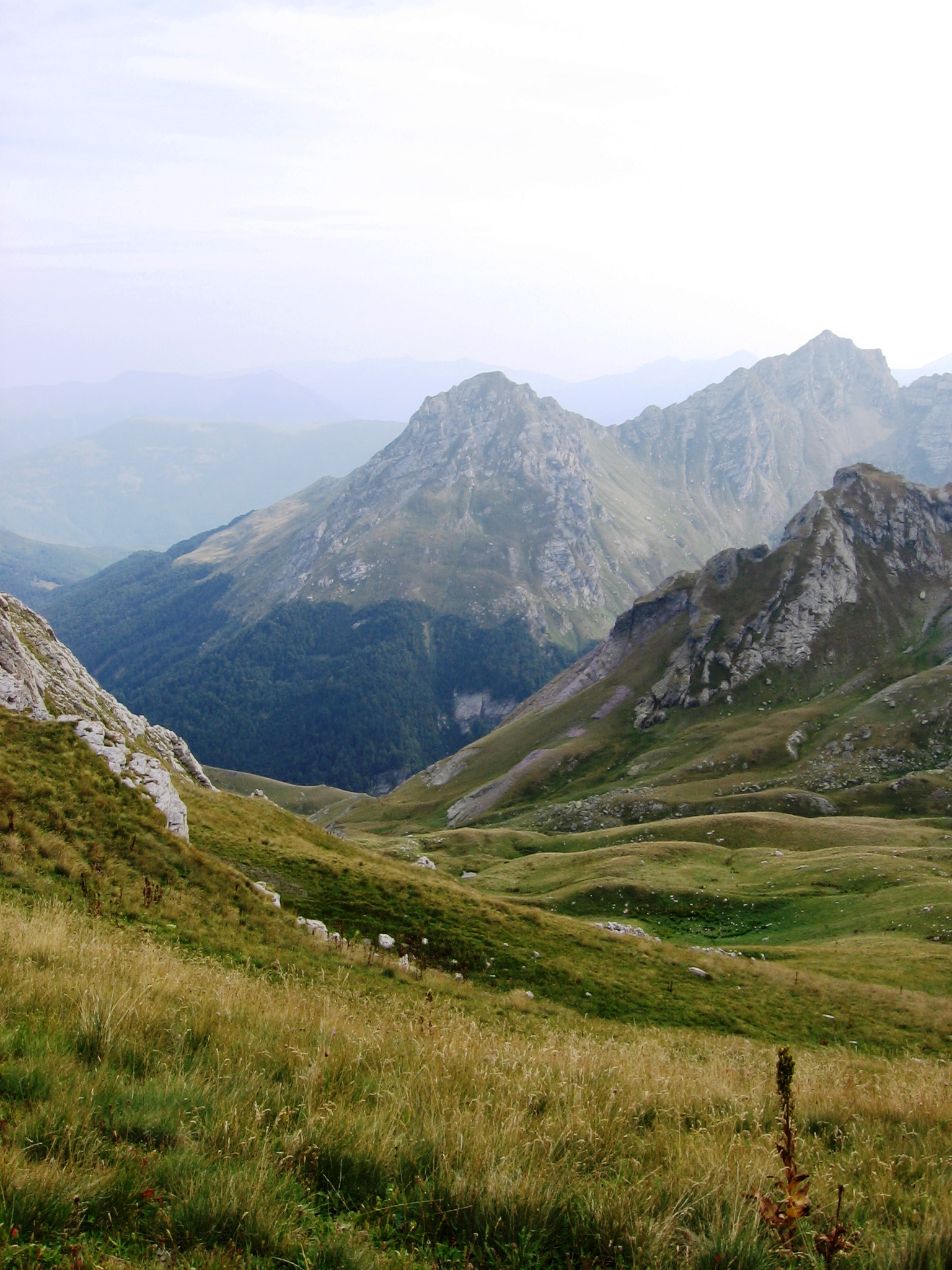
Velký Korab

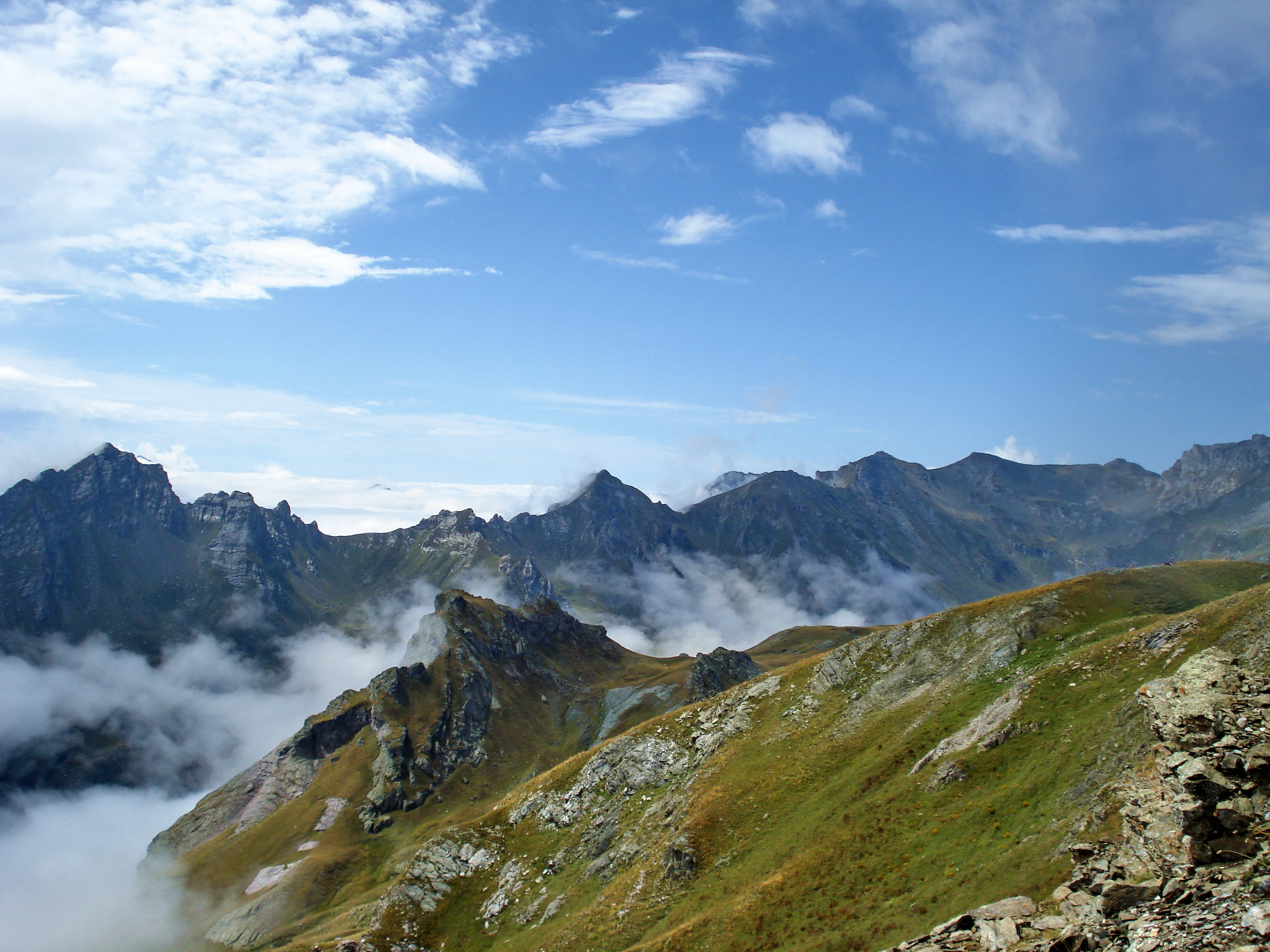
Masiv Korabu

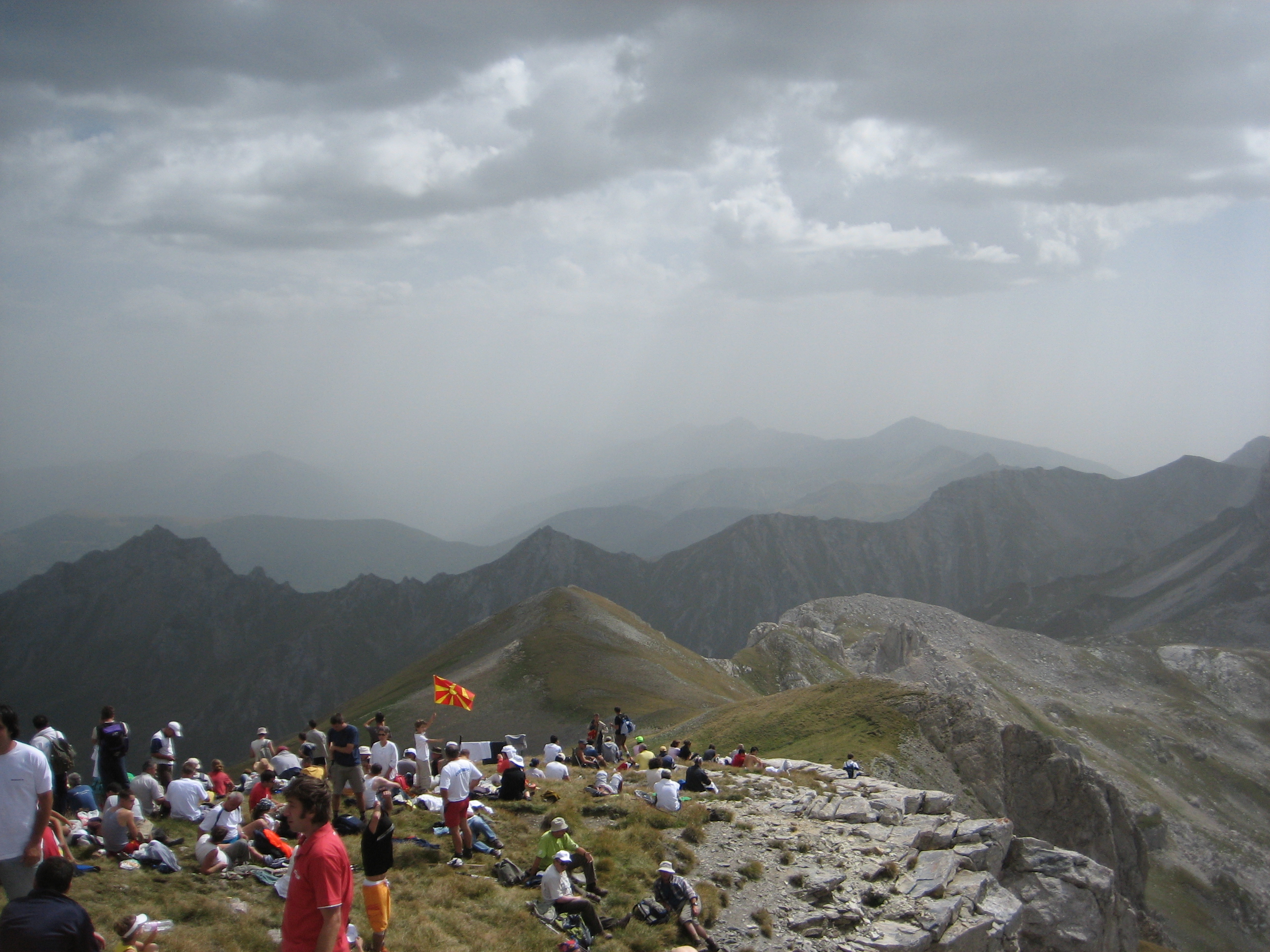
Mezinárodní výstup 2008

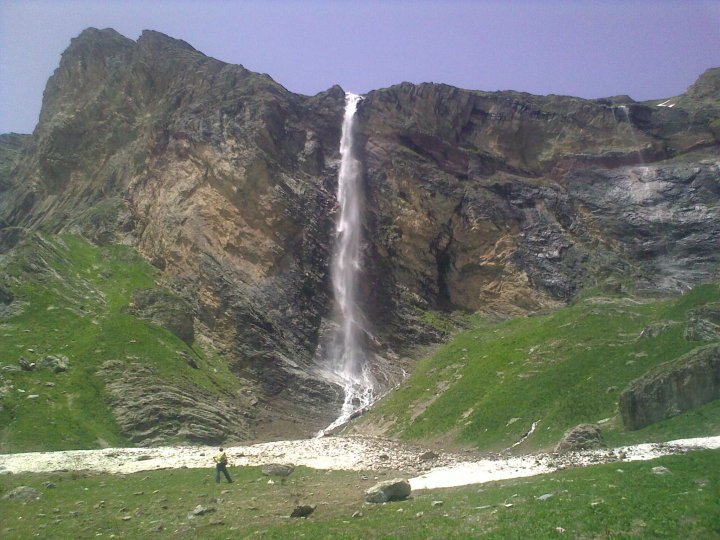
Vodopád Korab